# Schokolad Haschachar

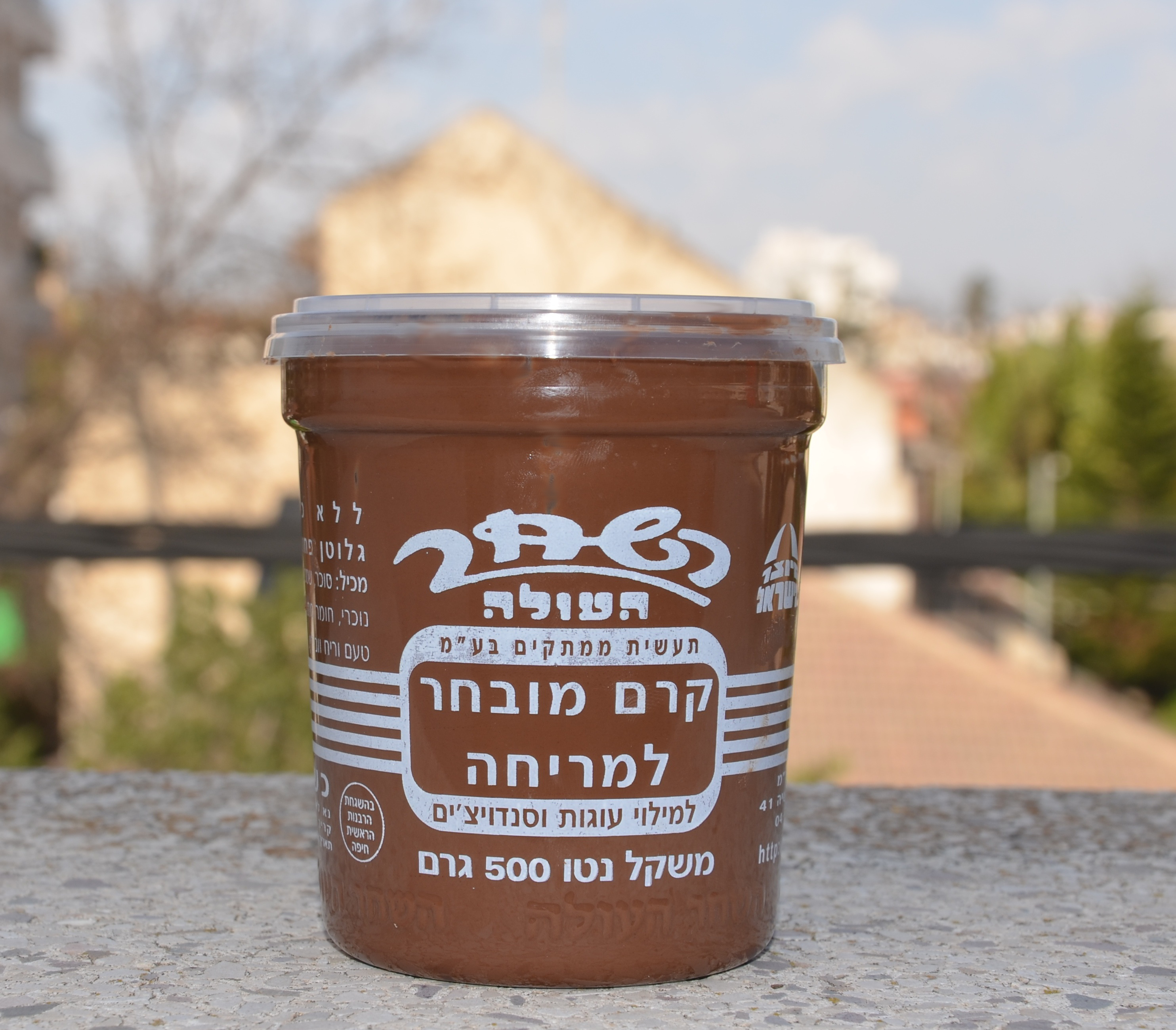
Schokolad Haschachar-Becher.

Schokolad Haschachar (hebräisch: שוקולד השחר) ist eine israelische Schokoladencreme, welche von der Firma Haschachar Ha'Ole (hebräisch: השחר העולה) hergestellt wird. 1955 begann das Unternehmen erstmals mit der Produktion. Seitdem wurde Haschachar eines der bekanntesten Markenzeichen des Unternehmens. Sie wird sogar als die erfolgreichste Schokoladencreme Israels bezeichnet und wurde ein Symbol der israelischen Küche.
Es gibt von ihr zwei verschiedene Versionen: milchig und neutral (parve). Das liegt daran, dass das jüdische Gesetz es verbietet, Milchiges mit fleischhaltigem Essen zu vermischen.
Jahrelang war Schokolad Haschachar die einzig erhältliche Schokoladencreme auf dem israelischen Markt. Heutzutage findet man auch Marken wie Elite und Nutella vor. Haschachar wurde nie in den Massenmedien beworben, das ursprüngliche Logo wurde beibehalten.